# Malimbus erythrogaster
Malimbus erythrogaster е вид птица от семейство Ploceidae.

## Разпространение
Видът е разпространен в Габон, Екваториална Гвинея, Камерун, Република Конго, Демократична република Конго, Нигерия, Судан, Уганда, Централноафриканската република и Южен Судан.